# إدوارد فرنكل
إدوارد فلاديميروفيتش فرنكل (بالروسية: Эдуард Владимирович Френкель, Эдвард Френкель) هو رياضياتي يعمل في حقول الهندسة الجبرية والفيزياء الرياضية ونظرية التمثيل وهو كذلك أستاذ في جامعة كاليفورنيا في بركلي وعضو في الأكاديمية الأمريكية للفنون والعلوم ومؤلف الكتاب الأكثر مبيعًا (حب ورياضيات).

## روابط خارجية
- إدوارد فرنكل على موقع IMDb (الإنجليزية)
- إدوارد فرنكل على موقع قاعدة بيانات الفيلم (الإنجليزية)